# Bakkalaureátus
A baccalaureatus kifejezés eredetileg a latin nyelvből származik. 

## Oklevél megszerzése
Európában a felsőoktatás kétszintű. Itt a diákok az érettségire épülő hároméves felsőoktatási képzés után baccalaureatus fokozatú oklevelet kapnak, s a master fokozatot plusz két év tanulmányi idő után szerezhetik meg. Az I-II. fokozatú felsőoktatási intézmények általában az alapiskolára (9 osztály) épülnek, 4-5 éves képzés után úgynevezett "molodsij specialist" szintű diplomát, vagyis szakirányú diplomát adnak ki. Kárpátalja viszonylatában ide tartozik többek között a munkácsi tanítóképző, az ungvári zeneművészeti illetve közművelődési, a beregszászi egészségügyi college stb.
A III. fokozatú felsőoktatási intézményekbe érettségi után lehet jelentkezni, és négyéves képzést követően a szakiránynak megfelelő baccalaureatus, azaz "bakalavr" fokozatú diplomát kaphatnak a végzősök. Ez egyébként az Európában elfogadott klasszikus főiskolai diplomának felel meg.
A IV. - sőt most már az V. - fokozatú felsőoktatási intézménynek számítanak a klasszikus egyetemek, ahol "specialist" és "magister" (master) fokozatú diplomát lehet szerezni. A specialist már egyetemi fokozat, melyet a baccalaureatus fokozattal rendelkezők kaphatnak meg plusz egyéves tanulmányi idő után. A magister fokozat is a baccalaureatusra épülő egyéves képzéssel szerezhető meg, csak más tartalmi programot kell teljesíteni a hallgatónak.
A kettő között az a különbség - egyébként mindkettő feljogosít arra, hogy aspirantúrára jelentkezzen az ilyen diplomával rendelkező végzős -, hogy a magisteri fokozattal rendelkezők nem csupán középiskolában, de felsőoktatási intézményben is taníthatnak.